# Power Book III: Raising Kanan
Power Book III: Raising Kanan es una serie de televisión de drama creada por Sascha Penn, que se estrenó el 18 de julio de 2021 en Starz. Es una precuela de Power, siendo el segundo spin-off de dicha serie.
En julio de 2021, la serie fue renovada para una segunda temporada, que se estrenó el 14 de agosto de 2022. En agosto de 2022, la serie fue renovada para una tercera temporada, que se estrenó el 1 de diciembre de 2023.
En noviembre de 2023, la serie fue renovada para una cuarta temporada, que se estrenó el 7 de marzo de 2025. En marzo de 2024, la serie fue renovada para una quinta temporada.

## Premisa
Situada en la década de 1990, Raising Kanan cuenta la infancia y los primeros años de Kanan Stark (personaje de la serie Power interpretado por el productor ejecutivo Curtis "50 Cent" Jackson) mientras se mete en el mundo de las drogas.

## Elenco y personajess

### Principal
- Patina Miller como Raquel Thomas[9]
- London Brown como Marvin Thomas[10]
- Malcolm Mays como Lou Lou[10]
- Joey Bada$$ como Unique[10]
- Shanley Caswell como Shannon Burke[10]
- Hailey Kilgore como Laverne "Jukebox" Thomas[11]
- Toby Sandeman como Symphony Bosket[10]
- Lovie Simone como Davina Harrison[12]
- Omar Epps como Malcolm Howard[13]
- Mekai Curtis como Kanan Stark[14]

### Recurrente
- AnnaLynne McCord como Toni Deep
- Natalee Linez como Jessica Figueroa[15]
- Antonio Ortiz como Shawn 'Famoso' Figueroa
- Ade Chike Torbert como Scrappy[16]
- Annabelle Zasowski como Nicole Bingham (temporada 1)[15]
- Quincy Brown como Crown Camacho[17]
- John Clay III como Worrell
- Lebrodrick Benson como Cj
- LeToya Luckett como Kenya[18]
- Omar Dorsey como Cartier "Duns" Fareed[18]
- Krystal Joy Brown como Renée Timmons[18]
- Paulina Singer como Zisa[18]
- Lawrence Gilliard Jr. como Deen[19]

## Episodios
| Temporada | Temporada | Episodios | Episodios | Emisión original       | Emisión original         |
| Temporada | Temporada | Episodios | Episodios | Primera emisión        | Última emisión           |
| --------- | --------- | --------- | --------- | ---------------------- | ------------------------ |
|           | 1         | 10        | 10        | 18 de julio de 2021    | 26 de septiembre de 2021 |
|           | 2         | 10        | 10        | 14 de agosto de 2022   | 23 de octubre de 2022    |
|           | 3         | 10        | 10        | 1 de diciembre de 2023 | 9 de febrero de 2024     |
|           | 4         | 10        | 10        | 7 de marzo de 2025     | 16 de mayo de 2025       |

### Temporada 1 (2021)
| N.º en serie | N.º en temp. | Título                 | Dirigido por      | Escrito por                  | Fecha de emisión original | Audiencia (millones) |
| ------------ | ------------ | ---------------------- | ----------------- | ---------------------------- | ------------------------- | -------------------- |
| 1            | 1            | «Back in the Day»      | Rob Hardy         | Sascha Penn                  | 18 de julio de 2021       | 0,438                |
| 2            | 2            | «Reaping and Sowing»   | Mario Van Peebles | Bashir Gavriel & Sascha Penn | 25 de julio de 2021       | 0,392                |
| 3            | 3            | «Stick and Move»       | Lisa Leone        | Josef Sawyer                 | 8 de enero de 2021        | 0,307                |
| 4            | 4            | «Don't Sleep»          | Hernán Otaño      | Santa Sierra                 | 8 de agosto de 2021       | 0,378                |
| 5            | 5            | «Choose Your Battles»  | Eif Rivera        | Mike Flynn                   | 15 de agosto de 2021      | 0,386                |
| 6            | 6            | «Level Up»             | Kieron Hawkes     | Dylan C. Brown               | 29 de agosto de 2021      | 0,348                |
| 7            | 7            | «Stay in Your Lane»    | Lisa Leone        | Nina Manni                   | 25 de septiembre de 2021  | 0,270                |
| 8            | 8            | «The Cost of Business» | Hernán Otaño      | Tash Gray                    | 12 de septiembre de 2021  | 0,418                |
| 9            | 9            | «Loyal to the End»     | Bart Wenrich      | Matt K. Turner               | 19 de septiembre de 2021  | 0,486                |
| 10           | 10           | «Paid in Full»         | Rob Hardy         | Kevin Fox                    | 26 de septiembre de 2021  | 0,458                |

### Temporada 2 (2022)
| N.º en serie | N.º en temp. | Título                          | Dirigido por                    | Escrito por              | Fecha de emisión original | Audiencia (millones) |
| ------------ | ------------ | ------------------------------- | ------------------------------- | ------------------------ | ------------------------- | -------------------- |
| 11           | 1            | «The More Things Change»        | Mario Van Peebles               | Sascha Penn              | 14 de agosto de 2022      | 0,345                |
| 12           | 2            | «Mind Your Business»            | Eif Rivera                      | Santa Sierra             | 21 de agosto de 2022      | 0,269                |
| 13           | 3            | «Sleeping Dogs»                 | Shana Stein                     | Nina Manni               | 28 de agosto de 2022      | 0,232                |
| 14           | 4            | «Pay the Toll»                  | Monty DeGraff                   | Dylan C. Brown           | 4 de septiembre de 2022   | 0,211                |
| 15           | 5            | «What Happens in the Catskills» | Hernán Otaño                    | Tash Gray                | 11 de septiembre de 2022  | 0,206                |
| 16           | 6            | «It's a Business, Man»          | Bart Wenrich                    | Mike Flynn               | 18 de septiembre de 2022  | 0,213                |
| 17           | 7            | «No Love Lost»                  | Joy T. Lane                     | Josef Sawyer             | 2 de octubre de 2022      | 0,220                |
| 18           | 8            | «A House Is Not a Home»         | Stacey Muhammad & Monty DeGraff | Matt K. Turner           | 9 de octubre de 2022      | 0,235                |
| 19           | 9            | «Anti-Trust»                    | Erica Watson                    | Kevin Fox                | 16 de octubre de 2022     | 0,210                |
| 20           | 10           | «If Y'Don't Know, Now Y'Know»   | Rob Hardy                       | Sascha Penn & Naja Rayne | 23 de octubre de 2022     | 0,273                |

### Temporada 3 (2023–24)
| N.º en serie | N.º en temp. | Título                 | Dirigido por                                | Escrito por                 | Fecha de emisión original | Audiencia (millones) |
| ------------ | ------------ | ---------------------- | ------------------------------------------- | --------------------------- | ------------------------- | -------------------- |
| 21           | 1            | «Home Sweet Home»      | Rob Hardy                                   | Sascha Penn                 | 1 de diciembre de 2023    | 0,199                |
| 22           | 2            | «Flipmode»             | Brendan Walsh                               | Dylan C. Brown              | 8 de diciembre de 2023    | 0,190                |
| 23           | 3            | «Open for Business»    | Bobby Kennedy                               | Michael M. Chang            | 15 de diciembre de 2023   | 0,215                |
| 24           | 4            | «In Sheep's Clothing»  | Monty DeGraff                               | Santa Sierra                | 22 de diciembre de 2023   | 0,233                |
| 25           | 5            | «Brothers and Keepers» | Joy T. Lane                                 | Naja Rayne                  | 29 de diciembre de 2023   | 0,236                |
| 26           | 6            | «Into the Darkness»    | Cierra Glaude                               | Nina Manni                  | 12 de enero de 2024       | 0,217                |
| 27           | 7            | «Where All Are Guilty» | Sascha Penn                                 | Brian Walker                | 19 de enero de 2024       | 0,256                |
| 28           | 8            | «Reckonings»           | Dawn Wilkinson, Monty DeGraff & Sascha Penn | Tash Gray                   | 26 de enero de 2024       | 0,202                |
| 29           | 9            | «Home to Roost»        | Monty DeGraff                               | Kevin Fox                   | 2 de febrero de 2024      | 0,321                |
| 30           | 10           | «Made You Look»        | Eif Rivera                                  | Sascha Penn & Albert Minnis | 9 de febrero de 2024      | 0,239                |

### Temporada 4 (2025)
| N.º en serie | N.º en temp. | Título                            | Dirigido por            | Escrito por                 | Fecha de emisión original | Audiencia (millones) |
| ------------ | ------------ | --------------------------------- | ----------------------- | --------------------------- | ------------------------- | -------------------- |
| 31           | 1            | «Gangstas Don't Die»              | Mario Van Peebles       | Sascha Penn y Albert Minnis | 7 de marzo de 2025        | —                    |
| 32           | 2            | «It's All Love»                   | Monty DeGraff           | Dylan C. Brown              | 14 de marzo de 2025       | —                    |
| 33           | 3            | «Bygones»                         | Crystle Roberson        | Michael M. Chang            | 21 de marzo de 2025       | —                    |
| 34           | 4            | «The Way We Were»                 | Dylan C. Brown          | Naja Rayne                  | 28 de marzo de 2025       | —                    |
| 35           | 5            | «The Nail That Sticks Up»         | Cierra 'Shooter' Glaude | Brian Walker y Sascha Penn  | 4 de abril de 2025        | —                    |
| 36           | 6            | «The Price of Fame»               | Monica Raymund          | Kevin Fox                   | 11 de abril de 2025       | —                    |
| 37           | 7            | «Allow Me to Re-Introduce Myself» | Tchaiko Omawale         | Kevin Fox                   | 18 de abril de 2025       | —                    |
| 38           | 8            | «Street Struck»                   | Lionel Coleman          | Sascha Penn                 | 2 de mayo de 2025         | —                    |
| 39           | 9            | «It's About That Time»            | —                       | Sascha Penn                 | 9 de mayo de 2025         | —                    |
| 40           | 10           | «Gimme the Weight»                | —                       | Sascha Penn                 | 16 de mayo de 2025        | —                    |

## Producción

### Desarrollo
La serie fue anunciada en febrero de 2020. El 12 de julio de 2021, junto con el estreno del primer episodio, Starz renovó la serie para una segunda temporada, que se estrenó el 14 de agosto de 2022. El 11 de agosto de 2022, Starz renovó la serie para una tercera temporada, que se estrenó el 1 de diciembre de 2023. El 28 de noviembre de 2023, Starz renovó la serie para una cuarta temporada, que se estrenó el 7 de marzo de 2025. El 27 de marzo de 2024, Starz renovó la serie para una quinta temporada.

## Recepción crítica
En el sitio web Rotten Tomatoes, la primera temporada tiene una calificación del 100%, basada en 6 reseñas, con una puntuación media de 9,33/10.